# I Phillip
I Phillip (hangul: 이필립, RR: Lee Phillip vagy Lee Philip; 1981. május 26.) dél-koreai színész és modell, leginkább a Secret Garden és a Faith című televíziós sorozatokból ismert.

## Élete és pályafutása
I Phillip az Egyesült Államokban született I Gvanghun néven, tanulmányait a Bostoni Egyetemen és a George Washington Egyetemen végezte mérnök szakon. Édesapja, Simon S. Lee egy 200 milliárd von árbevétellel rendelkező sikeres informatikai cég, az STG, Inc. alapítója, emiatt It sokszor csebolörökösnek nevezik a koreai médiában. Három nyelven beszél, angolul, koreaiul és spanyolul.
I modellként kezdte a szórakoztatóipari pályafutását, majd a The Legend című sorozatban debütált színészként 2007-ben. 2009-ben a The Slingshot című sorozatban szerepelt. 2010-ben a nagy sikerű Secret Gardenben játszott, 2012-ben pedig I Minhóval a Faith című sorozatban, azonban nem sokkal a forgatás vége előtt ki kellett lépnie egy szemsérülés következtében.

## Filmográfia
| Év   | Cím           | Szerep           |
| ---- | ------------- | ---------------- |
| 2007 | The Legend    | Cshoro           |
| 2009 | The Slingshot | To Dzsemjong     |
| 2010 | Secret Garden | Im Dzsongszu     |
| 2012 | Faith         | Csang Bin doktor |